# 手塚勝巳
手塚勝巳（1912年8月31日—）。前日本棒球選手。其後他又參演不少電影，但到1960年代後期，手塚勝巳淡出電影圈，再沒有人知道他的去向。

## 參與作品

### 電影
- 太平洋之鷲（1953年）（航空参謀）
- 哥斯拉（1954年）（哥斯拉/新聞社デスク）
- 哥斯拉的逆襲（1955年）（安基拉斯）
- 空中大怪獸拉頓（1956年）（美加努龍/ホテル支配人）
- 地球防衛軍（1957年）（摩傑拉/村人）
- 大怪獸巴朗（1958年）（巴朗）
- 美女和液体人（1958年）（漁夫）
- 宇宙大戰爭（1959年）（海将）
- 大坂城物語（1960年）（大野主馬）
- 魔斯拉（1961年）（摩斯拉幼蟲/報道カメラマン）
- 妖星哥拉斯（1962年）（馬古馬）
- 金剛對哥斯拉（1962年）（哥斯拉）
- 瑪坦戈（1963年）（警察関係者）
- 海底軍艦（1963年）
- 魔斯拉對哥斯拉（1964年）（哥斯拉）
- 宇宙大怪獸德古拉（1964年）
- 三大怪獸 地球最大決戰（1964年）（哥斯拉）